# Elmlohe
Elmlohe är en ortsteil i staden Geestland i Landkreis Cuxhaven i förbundslandet Niedersachsen i Tyskland. Elmlohe var en kommun fram till 1 januari 2015 när den uppgick i Geestland. Kommunen Elmlohe hade 813 invånare 2014.